# Leucothyreus semipruinosus
Leucothyreus semipruinosus är en skalbaggsart som beskrevs av Ohaus 1917. Leucothyreus semipruinosus ingår i släktet Leucothyreus och familjen Rutelidae. Inga underarter finns listade i Catalogue of Life.